# Roland Alexander
Roland E. Alexander (* 25. September 1935 in Boston; † 14. Juni 2006 in Brooklyn, New York City) war ein amerikanischer Musiker (Tenor- und Sopransaxophon, Mundharmonika, Piano) des Modern und des Creative Jazz.

## Leben und Wirken
Roland Alexander studierte Musik am Bostoner Konservatorium und ging 1958 nach New York, wo er mit Musikern der Hardbopszene wie John Coltrane, Philly Joe Jones, Mal Waldron, Roy Haynes, Max Roach, Blue Mitchell und Sonny Rollins spielte. 
1969 schloss er sich der Gruppe 360 Degree Music Experience von Beaver Harris und Grachan Moncur III an und wendete sich dem Free Jazz zu. Unter eigenem Namen spielte er zwei Alben ein, Pleasure Bent (1961) mit Marcus Belgrave und 1978 Live at the Axis mit Kalaparusha Maurice McIntyre und Malachi Thompson. Er arbeitete weiterhin im Brooklyn Repertory Ensemble. Alexander war auch an Schallplattenaufnahmen von Eddie Gale, Charlie Persip, Dollar Brand (Abdullah Ibrahim) (African Space Program, 1973), Paul Chambers, Howard McGhee (Dusky Blue, 1960), Teddy Charles, James Spaulding ("Songs of Courage", 1991) und Sam Rivers beteiligt und begleitete die Sänger Frank Minion und Betty Blake. 
Der Schlagzeuger Taru Alexander ist sein Sohn.